# Bult van Marum

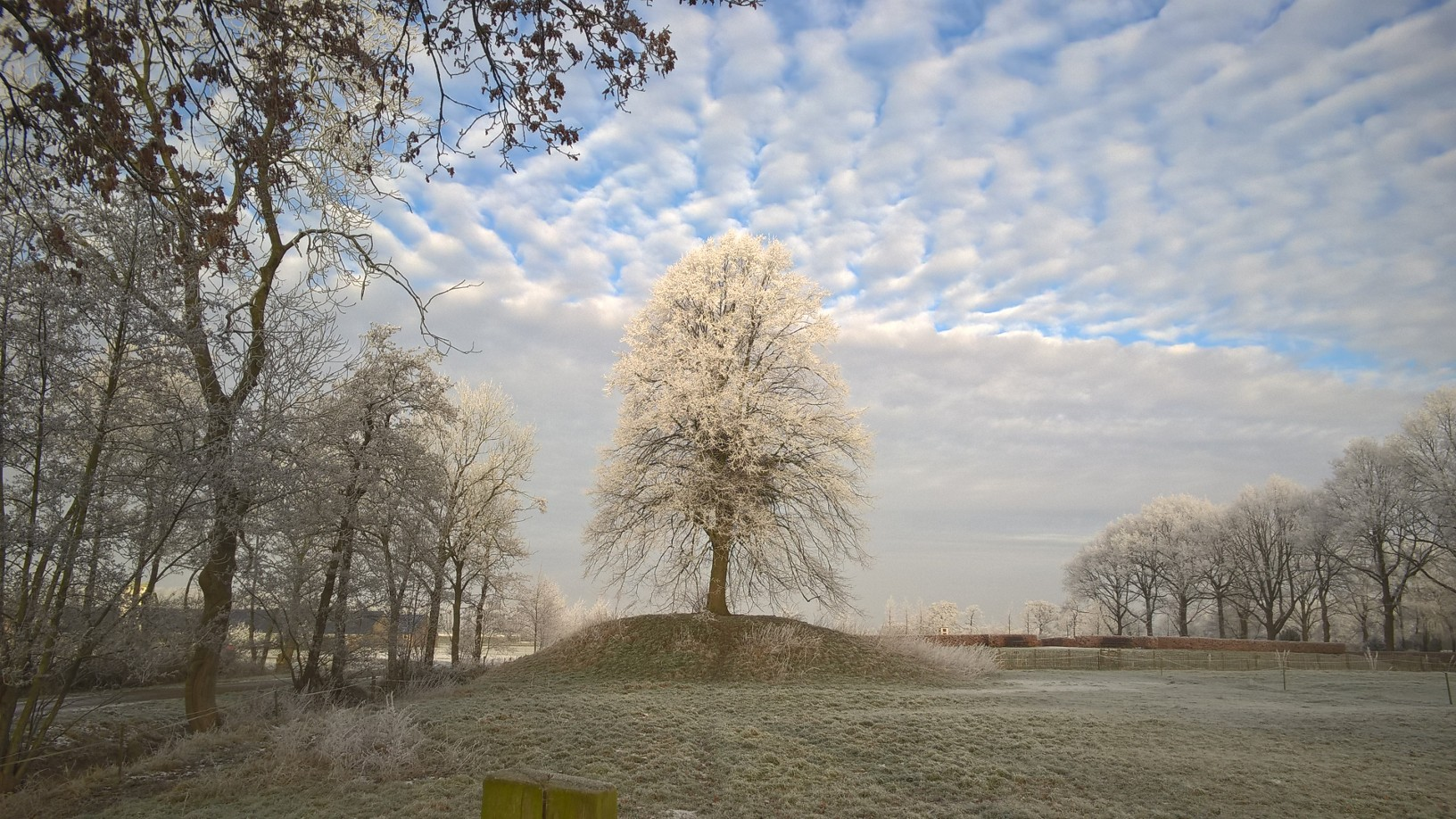
De Bult van Marum uit de 12e of 13e eeuw

De bult van Marum is een door mensen opgeworpen heuvel uit de twaalfde of dertiende eeuw. Het is een restant van een stinswier die zich hier bevonden moet hebben. De bult bevindt zich op het perceel ten westen van de kerk van Marum en wordt bekroond door een lindeboom.

## Beschrijving
In het register van de kadastrale kaart van het jaar 1829 werd de bult al vermeld als een plek van vermaak. De plek werd dan ook gebruikt voor sleetjerijden of voor schaatsen op de inmiddels gedempte gracht die vroeger rond de bult lag. Toen de E.S.A. uitbreidde rond 1930 werd de vrijkomen modder gestort in deze gracht.
Voor veel inwoners van Marum is de oorsprong deze bult altijd onbekend geweest. De mogelijke verklaringen liepen sterk uiteen. Zo zou het een prehistorische grafheuvel zijn geweest. Deze verklaring leek zeer aannemelijk gezien de functie van de zeer gelijkende bult in het Duitse Evessen. Alternatieven waren het eindpunt van een ondergrondse gang vanaf klooster Trimunt of een molenbelt.

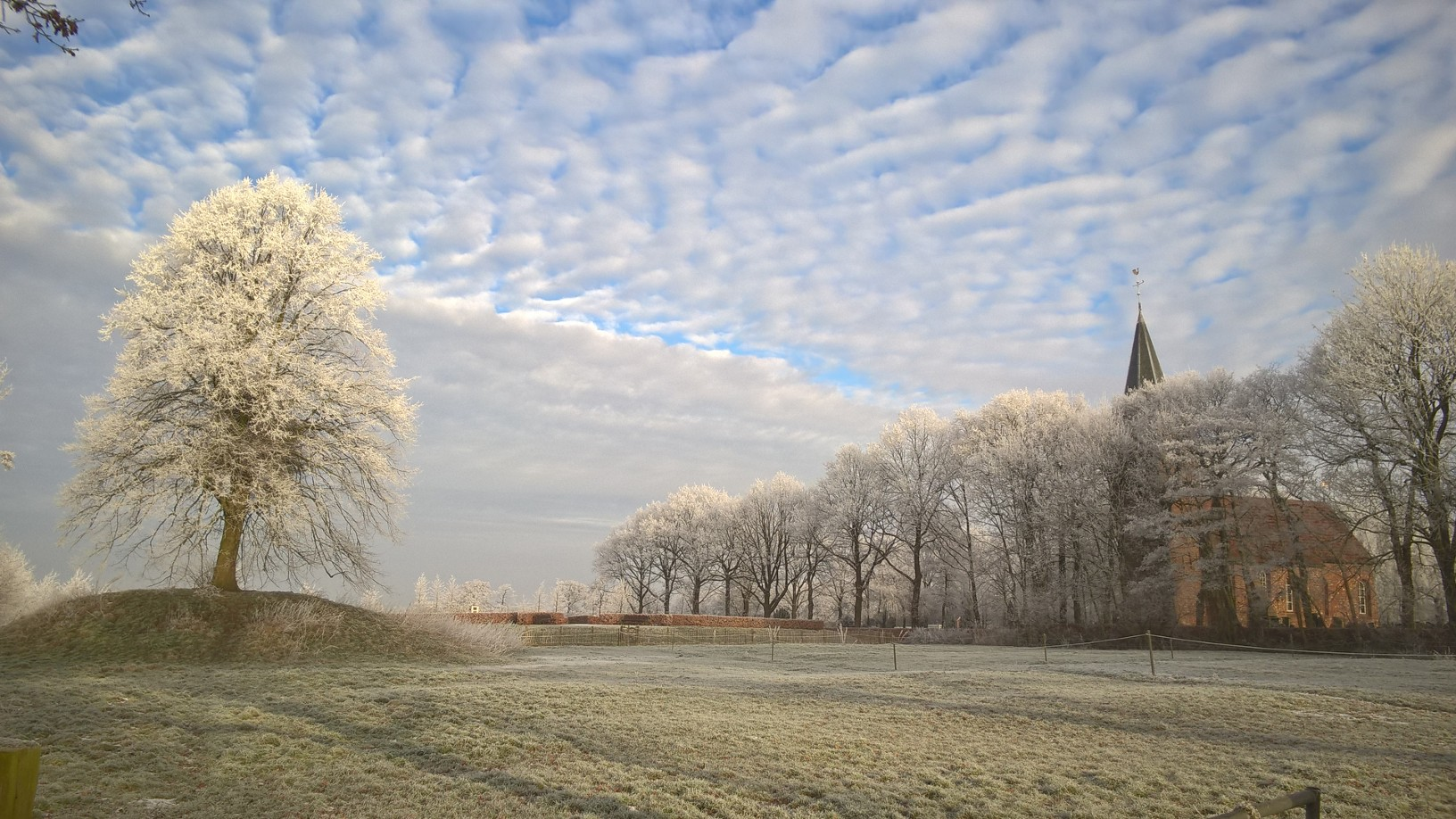
De Bult van Marum naast de hervormde kerk

Uitsluitsel kwam echter in 2012 toen de Rijksdienst voor het Cultureel Erfgoed onderzoek deed naar het perceel. Na archeologisch onderzoek met een groot aantal boringen en twee kijkgaten op de bult bleek dat deze omringd werd door een gracht van acht meter breed en twee meter diep. De grond die hierbij vrijkwam is gebruikt om de heuvel op te werpen. Op de bult zelf zijn grote hoeveelheden puin aangetroffen van mortel en een fors formaat baksteen. Dit puin ligt in een vrijwel rechthoekig spoor van zes bij zes meter. Het formaat van de bakstenen en de vondst van scherven in de heuvel wijst erop dat het gebouw uit de dertiende eeuw dateert en waarschijnlijk nog een eeuw eerder. Het gebouw is afgebroken en de stenen zijn naar alle waarschijnlijkheid van de mortel ontdaan en elders hergebruikt.
Naast de bult kent het perceel een lichte glooiing van 35 bij 35 meter. Ook deze opheffing is het werk van mensenhanden. Boven op een aangebrachte laag bevindt zich een donkergrijze zandlaag met veel houtskool, verbrande klei en scherven. Vroeger stonden hier vermoedelijk een of meer houten gebouwen. Op basis van deze bevindingen kan worden geconcludeerd dat het hier om een stinswier gaat. In Groningen worden deze ook wel met de term steenhuis aangeduid en in het Fries wordt hier de naam stins aan gegeven. Deze stenen torens waren een toevluchtsoord voor de hoofdelingen die in de middeleeuwen regelmatige in langdurige vetes verstrengeld waren. Vaak groeiden deze torens in de veertiende en vijftiende eeuw uit tot volwaardige borgen, zoals de Ennemaborg, nadat deze niet genoeg bescherming meer boden.
Soortgelijke heuvels kunnen gevonden worden in Jellum, Sexbierum, Menaldum en op Terschelling in Lies en Oosterend. Vergelijkingsmateriaal biedt bijvoorbeeld het Iwema-steenhuis in het naburige Niebert. Maar het beste voorbeeld van hoe de 'Marumer stinswier' eruit heeft kunnen zien, is de Schierstins te Veenwouden.
De bult werd in 2016 op de monumentenlijst geplaatst.